# Tractomètre
Un tractomètre est un type de dynamomètre, outil permettant d'évaluer la puissance de traction d'un animal domestique.
Un tractomètre classé, créé en 1943, se trouve au haras national de Lamballe ; il est également connu sous le nom d'« appareil le Bihan ».